# Hichem Zoghlami
Hichem Sahla Zoghlami (Pierre-Bénite, 13 februari 2002) is een Frans voetballer met Tunesische roots.

## Clubcarrière
Zoghlami genoot zijn jeugdopleiding bij JS Irigny Foot en Olympique Lyon. In 2021 maakte hij de overstap naar de Belgische tweedeklasser RWDM. In oktober 2022 sloot Zoghlami, die dan al een paar maanden zonder club zat, zich aan bij FC Limonest, een club uit de Championnat National 3.